# リアム・ギル
リアム・ギル(Liam Gill、1992年6月8日 - ）は、JAPAN RUGBY LEAGUE ONEのリコーブラックラムズ東京に所属する、オーストラリア出身のラグビーユニオン選手。

## プロフィール
- オーストラリア・ブリスベン出身。
- ポジションはフランカー(FL)。
- 身長 184cm、体重 96kg
- U20オーストラリア代表の主将を務めたことがある[1]。
- オーストラリア代表キャップは15（2020年7月現在）。
- 世界選抜に選ばれたことがある[2]。

## 略歴
レッズ、ブリスベンシティー、RCトゥーロン、リヨンOUを経て、2020年、NTTコミュニケーションズシャイニングアークス(現・NTTコミュニケーションズ シャイニングアークス東京ベイ浦安)に加入。
2021年2月20日にジャパンラグビートップリーグ第1節Honda HEAT戦に先発出場で日本での公式戦初出場を果たす。
2022年7月、NTT再編に伴う新チーム浦安D-Rocks選手スコッドに選ばれた。
2024年8月、リコーブラックラムズ東京に入団した。